# Eugenia Cheng
Eugenia Cheng (Hampshire) es una matemática y pianista británica. Es miembro honorario en Matemáticas puras en la Universidad de Sheffield, y una científica que da clase de humanidades como residente en la Escuela del Instituto de Arte de Chicago. Ha aparecido como invitada en el Show de Stephen Colbert. Sus intereses en el campo de la matemática incluyen la Teoría de las categorías de orden superior, y como pianista se ha especializado en el Lied y canción artística. Le apasiona explicar la matemática a personas no-matemáticas para librar al mundo de su fobia a la matemática, a menudo utilizando analogías divertidas con la repostería y los alimentos.

## Educación y primeros años
Cheng nació en Hampshire pero se mudó a Sussex cuando tenía un año, y vivió el resto de su niñez allí. Su interés por la matemática se despertó a una temprana edad gracias, en gran parte, a su madre, que hizo de la matemática una parte de su vida. Su padre también la apoyó, animándola a ser imaginativa; pero la mayor influencia que tuvo Cheng fue la de su madre, que la introdujo naturalmente en estimulantes ideas matemáticas y en el uso del lenguaje lógico.
Cheng asistió a la Escuela Roedean. Se aburría cuando era muy joven, pero practicaba con el piano todos los días, además de ser una ávida lectora. También se tomaba "muy en serio la comida".
Estudió en el Gonville y Caius College de la Universidad de Cambridge tanto el grado como el posgrado antes de enseñar en Niza, Sheffield y Chicago.

## Matemática y cocina
Cheng está interesada en la investigación de la teoría de las categorías, sobre la que ha escrito para el público en general usando analogías con la cocina. Su objetivo es librar al mundo de la fobia a la matemática. En Cómo hornear Pi (también conocido como Teoría de los pasteles, las natillas y las categorías), cada capítulo empieza con una receta de un postre, a fin de mostrar los puntos comunes entre los métodos y principios matemáticos y los de la cocina. El libro ha sido bien recibido y ha sido traducido al francés. Cheng también ha escrito artículos con temas similares, como "Sobre la cantidad perfecta de crema para un scone" y "Sobre la medida perfecta de una pizza".
Cheng ha tratado temas similares a través de YouTube de forma divertida, y ha explorado cómo usar la matemática de forma amena, como en su charla "Matemática y Lego: la historia no contada" Archivado el 4 de marzo de 2016 en Wayback Machine..

## Universidad
Cheng está todavía ligada a la Universidad de Sheffield como profesora senior de matemática, pero ejerce actualmente en la Escuela del Instituto de Arte de Chicago, donde imparte matemática a los estudiantes de humanidades. Ha publicado más de una docena de artículos de investigación en varias revistas del área de la teoría de las categorías.

## Música
Cheng es una pianista especializada en el Lied y en la canción en general. Ha ganado el premio Sheila Mossman Memorial del Consejo Asociado a los Reales Conservatorios, y ha sido la primera galardonada con el Premio al Mejor Músico del Año del Consejo de Arte de Brighton y Hove. En Chicago dio un recital en la serie de recitales de Pianoforte de Chicago; representó Schwanengesang y Winterreise con Paul Geiger en la Schubertiade Chicago en 2005 y 2006 respectivamente, y Die Schöne Müllerin con Ryan de Ryke en la Schubertiade Chicago en 2007. Interpretó Lieder con el tenor Nicholas Harkness en la serie de Recitales de Noontime en la Universidad de Chicago, la serie de recitales Salon en el Towe Club, y la Serie de Recitales de Maxwell, y ofreció recitales para el Capítulo Auxiliar del Consejo de la Ópera Lírica; también ha actuado en La Traviata en la Sala Oak Park Village Players.
En 2013, Cheng fundó el Liederstube como un oasis dentro de la canción artística en el edificio de Bellas artes, en el centro de Chicago. El objetivo de Liederstube es presentar y disfrutar la música clásica en un entorno íntimo e informal. El Liederstube es una organización sin ánimo de lucro.